# Сантипада, Падипат
Падипат Сантипада (тайск. ปดิพัทธ์ สันติภาดา; также известный как Онг (тайск. อ๋อง); род. 15 октября 1981, Пхитсанулок, Таиланд) — таиландский ветеринар и политический деятель. В настоящее время занимает пост первого заместителя председателя Палаты представителей Таиланда (с июля 2023 года).

## Биография

### Ранние годы
Падипат получил степень бакалавра ветеринарной медицины в Университете Чулалонгкорна и степень магистра богословских исследований в Тринити-теологическом колледже в Сингапуре. Он не хотел быть ветеринаром или открывать клинику после окончания учёбы. В результате он не зарегистрировался в Ветеринарном совете в соответствии с требованием быть ветеринаром в Таиланде. Вместо этого он работал техническим торговым представителем группы ветеринарных товаров.

### Политическая карьера
Падипат впервые был избран в Палату представителей на выборах в 2019 году от партии «Партии будущего». После того, как партия была распущена Конституционным судом, он перешёл в партию «Движение вперёд» и был избран членом её исполнительного совета. Занимал пост второго заместителя председателя парламентского комитета по политическому развитию, массовым коммуникациям и участию общественности.
Он сохранил своё место в парламенте на выборах 2023 года, а 4 июля был избран первым заместителем председателя Палаты представителей в начале первой сессии, а на следующий день официально назначен Королевским распоряжением на эту должность. После этого, он ушёл с руководящего поста в партии, чтобы соответствовать требованиям беспристрастности спикера и его заместителей.
28 сентября 2023 года во время встречи Падипата с исполкомом партии «Движение вперёд», политик выразил намерение продолжать исполнять обязанности заместителя спикера парламента. Это противоречило намерению партии стать лидером оппозиции. Поэтому исполнительный комитет «Движения вперёд» принял решение исключить из своих рядов Падипата Сантипаду. Согласно статье 106 Конституции Таиланда, лидер оппозиции назначается от крупнейшей оппозиционной партии, председатель которой является действующим депутатом. Конституция определяет оппозиционную партию как партию, которая не заседает в кабинете министров. Однако конституция Таиланда 2019 года является первой конституцией, в которой должности спикера и заместителя спикера также добавлены в качестве дисквалифицирующих условий для того, чтобы партия могла возглавить оппозицию. В свою очередь «Справедливая партия» и партия «Тай Сан Тай» выразили заинтересованность в приёме Падипата.
После того, как решение об исключении Падипата было объявлено по официальным каналам «Движения вперёд», различные члены парламента выступили с критикой этого решения, назвав его политическим театром и попыткой удержаться за два поста (лидера оппозиции и заместителя спикера). Депутат от партии «Пхыа Тхаи» Адисорн Пиангкес опубликовал в своём личном аккаунте в Twitter стихотворение с критикой Падипата. Он также сообщил, что «Пхыа Тхаи» подаст жалобу в избирательную комиссию по вопросу о том, нарушил ли исполком «Движения вперёд» устав партии об условиях, при которых можно выйти из членства. 9 октября Падипат заявил прессе, что переходит в ряды «Справедливой партии».

## Взгляды
Падипат работал в Ассоциации студентов-христиан Таиланда с 2005 по 2018 год. Его вера как набожного христианина заставила его воздержаться от голосования по законопроекту о равенстве в браке (разрешение однополых браков в стране), который был предложен его партией в 2022 году. После избрания вице-спикером он заявил, что будет голосовать за законопроект и не будет препятствовать его рассмотрению в парламенте.